# Хайнрих XXVII фон Шварцбург
Хайнрих XXVII фон Шварцбург (на немски: lang-deHeinrich XXVII von Schwarzburg; „der Grüne“; * 13 ноември 1440; † 24 декември 1496) от фамилията Шварцбург-Бланкенбург, е като Хайнрих II архиепископ на Бремен (1463 – 1496) и като Хайнрих III епископ на Мюнстер (1466 – 1496).

## Биография
Той е вторият син на граф Хайнрих XXVI фон Шварцбург-Бланкенбург (1418 – 1488) и съпругата му принцеса Елизабет фон Клеве (1420 – 1488), дъщеря на херцог Адолф II фон Клеве-Марк († 1448) и Мария Бургундска († 1463).
Хайнрих е от 1449 г. пропст на Йехабург, от 1451 г. каноник във Вюрцбург, след две години в Кьолн. На 23 юни 1462 г. е записан да следва като „generosus et illustris Henricus Comes in Swartzenborch nobilis“ в стария университет в Кьолн (Universitas Studii Coloniensis). През 1463 г. Хайнрих е избран за архиепископ на Бремен, след Герхард III фон Хоя. През 1466 г. той става също епископ на Мюнстер, след Йохан фон Пфалц-Зимерн. Хайнрих мести резиденцията си в Мюнстер и поставя брат си Гюнтер XXXVII/XXXVIII като щатхалтер в манастир Бремен.
Хайнрих е военно настроен и често участва в битки. През 1473 г. участва в битката против Шарл Дръзки от Бургундия. Той има конфикти с графа на Олденбург Герхард Смели и с граф Едзард I от Източна Фризия.
Умира през 1496 г. по време на военна експедиция в Източна Фризия. Гробът му се намира зад олтара на Св. Павел в катедралата на Мюнстер.

## Галерия
- Герб на княз-архиепископа на Бремен
- Герб на епископство Мюнстер